# رابرتسویل (نیوجرسی)
رابرتسویل (به انگلیسی: Robertsville) یک منطقهٔ مسکونی در ایالات متحده آمریکا است که در مارلبورو، نیوجرسی واقع شده‌است. رابرتسویل ۱۵٫۳۶۳ کیلومتر مربع مساحت و ۱۱٬۲۹۷ نفر جمعیت دارد و ۵۰ متر بالاتر از سطح دریا واقع شده‌است.